# Konrad Ullmann
Konrad Ullmann (* 10. Juli 1917 in Freiburg in Schlesien; † 9. März 1967 in Emden) war ein deutscher Kunst- und Waffenhistoriker, Museumsleiter und Kunsthändler. Er erforschte insbesondere das norddeutsche Waffenschmiede- und Plattnerhandwerk der Hansestädte.

## Leben
Ullmann wuchs als Sohn eines Arztes in Schlesien auf. Mit dem Tod des Vaters wurde der Wunsch zunächst unmöglich, ein Studium aufzunehmen. Ullmann absolvierte eine kaufmännische Lehre, der Arbeits- und Kriegsdienst sowie Kriegsgefangenschaft folgten. Nach der Freilassung übernahm Ullmann für einen ehemaligen Kriegsgefährten die Leitung eines Antiquitätenhandels in Berlin. Hier war er zunächst auf Silberarbeiten spezialisiert, wandte sich aber später dem Schmiedeeisen und insbesondere der Waffenkunde zu. Basierend auf diesen praktischen Erfahrungen nahm Ullmann 1954 an der Universität Hamburg ein Studium der Kunstgeschichte, Geschichte und Volkskunde auf, das er 1960 mit einer Promotion zum niederdeutschen Plattner- und Waffenschmiedegewerbe abschloss. Sein anschließendes zweijähriges Volontariat am Landesmuseum Münster wurde von einer Kuratorentätigkeit für die Ausstellung Harnischkunst des 15. und 16. Jahrhunderts auf der Marksburg unterbrochen. In Münster bearbeitete Ullmann insbesondere die Waffensammlung.
Nach seinem Volontariat und einem Stipendium der Fritz-Thyssen-Stiftung erhielt Ullmann einen Ruf als Direktor an das Ostfriesische Landesmuseum Emden. Sein Aufgabenbereich umfasste auch das Stadtarchiv sowie die Emder Rüstkammer. Unter Ullmann wurden Teile des Museums erneuert, so erhielt die Rüstkammer ihren ursprünglichen Arsenalcharakter zurück.
Nach schwerer Krankheit verstarb Ullmann 1967.

## Wirken
Nicht zuletzt durch seine Promotion war Ullmann auf nord- und niederdeutsche Waffen des Mittelalters und der frühen Neuzeit spezialisiert, insbesondere auf den Bereich der Plattnerarbeiten. Seine Arbeiten zählen zu den ersten umfassenderen Betrachtungen dieses Themengebietes. Eine umfangreiche, auf die Dissertation aufbauende Publikation kam durch seinen Tod nicht mehr zur Fertigstellung.
Außerdem veröffentlichte Ullmann verschiedene Aufsätze, beispielsweise zu Dolchfunden des Hanseraumes oder zu Inschriftenschwertern. Für verschiedene Museen bearbeitete er die Waffensammlungen und publizierte sie teilweise, etwa für das Landesmuseum Münster, das St. Annen-Museum Lübeck oder das Detmolder Schloss. Zu seinen Entdeckungen in Münster gehört ein bis dahin unbekanntes Inschriftenschwert der sogenannten Gicelin-Gruppe.
Als Direktor des Landesmuseums Emden veranlasste Ullmann die Neuaufstellung der Rüstkammer, verschiedene Sammlungsobjekte erforschte und veröffentlichte er, vor allem die Emder Harnische.

## Veröffentlichungen (Auswahl)
- Konrad Ullmann: Harnisch und Waffe im nordwestdeutsch-hansischen Raum des 15. und 16. Jahrhunderts. Ein Beitrag zur Frage der Eigenständigkeit eines niederdeutschen Plattner- und Waffenschmiedegewerbes und zum Erscheinungsbild der älteren Bürgergemeinde als Wehrgemeinde. Dissertation Hamburg 1960.
- Konrad Ullmann: Dolche, Dolchmesser und Kurzwehren des 15. und 16. Jahrhunderts im Kernraum der Hanse. In: Waffen- und Kostümkunde 3, 1961.
- Konrad Ullmann: Das Werk der Waffenschmiede. Eine Einführung. Essen 1962.
- Konrad Ullmann: Schmuck alter Büchse und Gewehre. Jagdmotive in der Büchsenmacherkunst 1650–1850. Hamburg 1964.
- Konrad Ullmann: Die schönsten Harnische in der Emder Rüstkammer. Emden 1968.
- Konrad Ullmann: Die Waffenkammer des Detmolder Schlosses. In: Bau- und Kunstdenkmäler von Westfalen 48.1. Stadt Detmold. Münster 1968, S. 305–312.